# Đại học Thành phố Paris
Đại học Thành phố Paris (tiếng Pháp: Université Paris Cité) là một trường đại học nghiên cứu công lập ở Paris, Pháp, được thành lập vào năm 2019 trên cơ sở hợp nhất Đại học Paris-Descartes và Trường Đại học Paris VII.
Đại học Thành phố Paris gồm ba khoa:
- Khoa Y tế (la Faculté de Santé)
- Khoa Khoa học Xã hội và Nhân văn (la faculté des Sociétés et Humanités)
- Khoa Khoa học Tự nhiên (la Faculté des Sciences)